# Protilodní střela typu 12
Typ 12 (japonsky: 12式地対艦誘導弾) je japonská ze země odpalovaná podzvuková protilodní střela vyvinutá společností Mitsubishi Heavy Industries. Jde o další evoluci protilodních střel typu 88. Střelou jsou vyzbrojeny japonské pozemní síly sebeobrany. Verze střely odpalovaná z plavidel nese označení typ 17.

## Vývoj

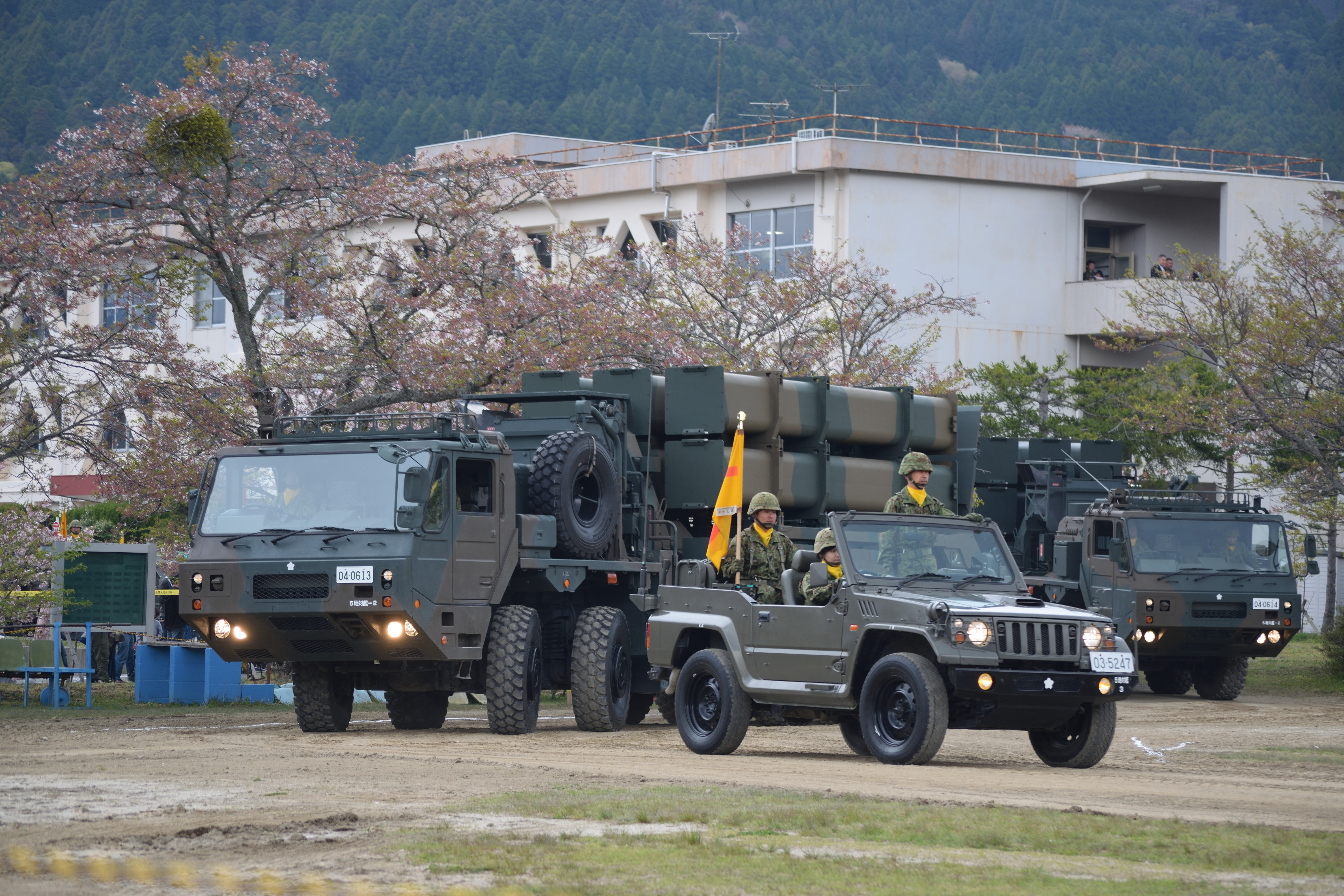
Vozidlo se střelami typu 12

Střela byla vyvinuta roku 2012 na základě staršího typu 88. Je vybavena inerciálním navigačním systémem s GPS, který je při letu nad pevninou doplňován systémem TERCOM (Terrain Countour Matching), který provádí korekce kurzu na základě srovnávání digitálních výškových map terénu s údaji z radiolokačního výškoměru. Střela je rovněž integrována do informačních sítí, takže během úvodní a střední fáze letu může být naváděna z jiných platforem.
V prosinci 2021 japonská vláda odsouhlasila vývoj verze střely s prodlouženým doletem a zároveň ještě letecké verze střely, kterou budou vyzbrojeny bojové letouny F-15J. Tato verze by měla mít dolet nejméně 900 km (nejspíše až 1200 km). První snímek vylepšené střely byl zveřejněn v červenci 2022.
Dne 12. července 2024 byla zveřejněna první fotografie vylepšené střely Typu 12. Střela má stealth tvarování a vzhledově připomíná střely evropské rodiny Storm Shadow/SCALP EG.

## Popis

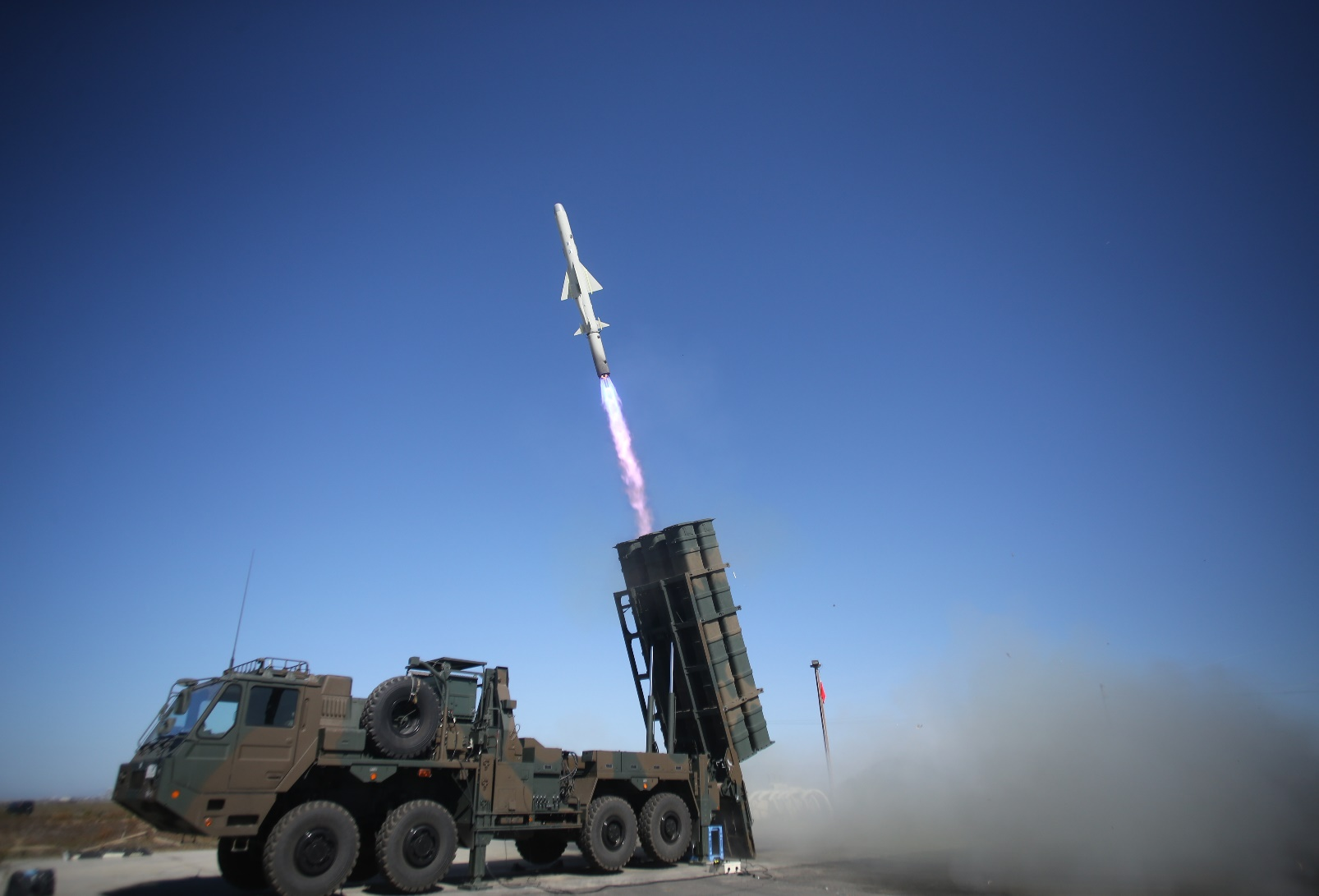
Vypuštění střely typu 12

Šestinásobné odpalovací zařízení je instalováno na kolový nákladní automobil. Střela je datově propojena s dalšími platformami, které mohou zajistit její zaměření při startu a navádění ve střední fázi letu. Dosah střely je 200 km.

## Služba
V souvislosti s čínsko-japonskými územními spory v Jihočínském moři Japonsko roku 2020 umístilo několik systémů se střelami typu 12 na souostroví Mijako v prefektuře Okinawa. Střely dokážou pokrýt téměř celou úžinu Mijako, která ostrovy odděluje od Tchaj-wanu.